# Diane Noomin
Diane Noomin, née  Rosenblatt le 13 mai 1947 à Brooklyn (New York) et morte le 1er septembre 2022, est une autrice américaine de comics underground.

## Biographie
Diane R. Noomin étudie l'art au Pratt Institute. Elle participe au début des années 1970 à deux des principaux comics underground féminins, Wimmen's Comix et à Tits & Clits.
À la suite de tensions avec Trina Robbins, elle quitte Wimmen's Comix en 1975 avec Aline Kominsky, toutes deux fondant Twisted Sisters. Elle travaille pour de nombreux autres magazines underground.
Sa création la plus célèbre est le personnage de Didi Glitz qui en 1981 est adapté en comédie musicale.
En 1992, elle est récompensée d'un prix Inkpot.
Elle est mariée à Bill Griffith, auteur de bande dessinée et créateur de Zippy.
En septembre 2019, Abrams Books publie Drawing Power: Women’s Stories of Sexual Violence, Harassment, and Survival, anthologie de 62 autrices de bande dessinée que Diane Noomin a dirigée. En juillet suivant, elle reçoit le prix Eisner de la meilleure anthologie pour ce travail.
Diane Noomin meurt le 1er septembre 2022 à East Haddam.
En juillet 2023, elle est inscrite à titre posthume au temple de la renommée Will Eisner, pour l'ensemble de son œuvre.

## Œuvres
- (en-US) Didi Glitz
- (en-US) Baby Talk:a tale of 3 4 Miscarriages. Ce récit autobiographique publié dans Twisted Sisters Comics évoque les fausses-couches de Diane Noomin et l'acceptation finale que son désir d'enfants ne pourra probablement pas être satisfait[1].
- (en-US) Diane Noomin et collectif, Drawing Power: Women's stories of sexual violence, harassment and survival, Abrams Books, 2019 (ISBN 9781419736193)
  - traduit en français par Samuel Todd sous le titre Balance ta bulle : 62 dessinatrices témoignent du harcèlement et de la violence sexuelle, Massot Éditions, 2020  (ISBN 978-2380352283)